# BET Awards de 2020
A 20.ª cerimônia do BET Awards ocorreu 28 de junho de 2020. A premiação celebra os melhores artistas da música, televisão, cinema e esportes. Também foram homenageados os muitos afro-americanos que morreram por conta do racismo. Foi realizada virtualmente devido a pandemia de COVID-19 e, pela primeira vez, foi transmitida simultaneamente na televisão aberta na rede de televisão CBS, negando a necessidade de bloqueio da transmissão simultânea através de todos os cais da rede ViacomCBS. A cerimônia completou sua 20º edição, assim como o 40º aniversário da Black Entertainment Television, assim como a primeira cerimônia virtual em sua história.
Os indicados foram anunciados em 15 de junho de 2020. Drake recebeu o maior número de indicações com 6, à frente de Megan Thee Stallion e Roddy Ricch, que empataram com 5 indicações cada. Também foi anunciado no mesmo dia que a cerimônia será realizada pela atriz/comediante Amanda Seales. Beyoncé foi homenageada com o Prêmio Humanitário por Michelle Obama.

## Performances
| Artista(s)                                                         | Canção(ões)                                                                 | Apresentado por   |
| ------------------------------------------------------------------ | --------------------------------------------------------------------------- | ----------------- |
| Keedron Bryant Public Enemy Nas Black Thought Questlove Rapsody YG | "I Just Wanna Live" "Fight the Power"                                       | —                 |
| Roddy Ricch                                                        | "High Fashion " "The Box"                                                   | Amanda Seales     |
| John Legend                                                        | "Never Break"                                                               | Amanda Seales     |
| Masego                                                             | "Queen Tings"                                                               | Tracee Ellis Ross |
| D Smoke Sir                                                        | "Let Go" "Black Habits"                                                     | Amanda Seales     |
| Megan Thee Stallion                                                | "Girls in the Hood" "Savage Remix"                                          | Amanda Seales     |
| DaBaby Roddy Ricch                                                 | "Rockstar"                                                                  | Amanda Seales     |
| Jennifer Hudson                                                    | "To Be Young, Gifted and Black"                                             | Amanda Seales     |
| Anderson .Paak Jay Rock                                            | "Lockdown"                                                                  | Amanda Seales     |
| Lonr.                                                              | "Make the Most"                                                             | Kirk Franklin     |
| Wayne Brady                                                        | Tributo a Little Richard: "Lucille" "Good Golly, Miss Molly" "Tutti Frutti" | Amanda Seales     |
| Lil Wayne                                                          | Tributo a Kobe Bryant: "Kobe Bryant"                                        | —                 |
| Alicia Keys                                                        | "Perfect Way to Die"                                                        | Amanda Seales     |
| Chloe x Halle                                                      | "Forgive Me" "Do It"                                                        | Amanda Seales     |
| Summer Walker Usher                                                | "Session 32" "Come Thru" "You Make Me Wanna..."                             | Amanda Seales     |
| Jonathan McReynolds Kane Brown                                     | "People" "Worldwide Beautiful"                                              | Amanda Seales     |
| Kierra Sheard Karen Clark Sheard                                   | "Something Has to Break"                                                    | Amanda Seales     |

Notas
1. 1 2  Este artista se apresentou como parte do Amplified Music Moment presented by Nissan

## Vencedores e indicados
| Álbum do Ano (apresentado por John David Washington) | Vídeo do Ano (apresentado por Lizzo) |
| --- | --- |
| - Please Excuse Me for Being Antisocial – Roddy Ricch - Cuz I Love You – Lizzo - Fever – Megan Thee Stallion - Homecoming: The Live Album – Beyoncé - I Used to Know Her – H.E.R. - Kirk – DaBaby                                                             | - DJ Khaled com part. de Nipsey Hussle & John Legend – "Higher" - Chris Brown com part. de Drake – "No Guidance" - DaBaby – "Bop" - Doja Cat – "Say So" - Megan Thee Stallion com part. de Nicki Minaj & Ty Dolla $ign– "Hot Girl Summer" - Roddy Ricch – "The Box"                                                              |
| Prêmio Escolha da Audiência | Melhor Colaboração |
| - Megan Thee Stallion com part. de Nicki Minaj & Ty Dolla $ign– "Hot Girl Summer" - Chris Brown com part. de Drake – "No Guidance" - DaBaby – "Bop" - Future com part. de Drake – "Life is Good" - Roddy Ricch – "The Box" - the Weeknd – "Heartless"         | - Chris Brown com part. de Drake – "No Guidance" - DJ Khaled com part. de Nipsey Hussle & John Legend – "Higher" - Future com part. de Drake – "Life is Good" - H.E.R. com part. de YG – "Slide" - Megan Thee Stallion com part. dr Nicki Minaj & Ty Dolla $ign– "Hot Girl Summer" - Wale com part. dr Jeremih – "On Chill"      |
| Melhor Cantora de R&B/Pop (apresentado por Deon Cole) | Melhor Cantor de R&B/Pop |
| - Lizzo - Beyoncé - H.E.R. - Jhene Aiko - Kehlani - Summer Walker | - Chris Brown - Anderson .Paak - Jacquees - Khalid - The Weeknd - Usher |
| Melhor Cantora de Hip Hop (apresentado por Marsai Martin) | Melhor Cantor de Hip Hop |
| - Megan Thee Stallion - Cardi B - Doja Cat - Lizzo - Nicki Minaj - Saweetie | - DaBaby - Drake - Future - Lil Baby - Roddy Ricch - Travis Scott |
| Melhor Grupo | Artista Revelação |
| - Migos - Chloe x Halle - City Girls - EarthGang - Griselda - Jackboys | - Roddy Ricch - DaniLeigh - Lil Nas X - Pop Smoke - Summer Walker - YBN Cordae |
| Prêmio Dr. Bobby Jones de Melhor Canção Gospel/Inspiracional | Prêmio BET Her |
| - Kirk Franklin – "Just for Me" - Fred Hammond – "Alright" - John P. Kee com part. de Zacardi Cortez – "I Made It Out" - Kanye West – "Follow God" - PJ Morton com part. de Le'Andria Johnson & Mary Mary – "All In His Pain" - The Clark Sisters – "Victory" | - Beyoncé com part. de Blue Ivy, WizKid & Saint Jhn – "Brown Skin Girl" - Alicia Keys – "Underdog" - Ciara com part. dr Lupita Nyong'o, Ester Dean, City Girls & La La – "Melanin" - Layton Greene – "I Choose" - Lizzo com part. dr Missy Elliott – "Tempo" - Nicki Minaj – " Yikes" - Rapsody com part. de PJ Morgan – "Afeni" |
| Melhor Diretor do Ano | Melhor Filme |
| - Teyana Taylor - Benny Boom - Cole Bennett - Dave Meyers - Director X - Eif Rivera | - Queen & Slim - Bad Boys for Life - Dolemite Is My Name - Harriet - Homecoming - Just Mercy |
| Melhor Atriz | Melhor Ator |
| - Issa Rae - Angela Bassett - Cynthia Erivo - Regina King - Tracee Ellis Ross - Zendaya - Jennifer Lopez | - Michael B. Jordan - Billy Porter - Eddie Murphy - Forest Whitaker - Jamie Foxx - Omari Hardwick - Will Smith |
| Prêmio Jovens Estrelas | Esportista Feminina do Ano |
| - Marsai Martin - Alex Hibbert - Asante Blackk - Jahi Di'Allo Winston - Miles Brown - Storm Reid | - Simone Biles - Ajeé Wilson - Claressa Shields - Coco Gauff - Naomi Osaka - Serena Williams |
| Esportista Masculino do Ano | Melhor Artista Internacional (apresentado por Naomi Campbell) |
| - LeBron James - Giannis Antetokounmpo - Kawhi Leonard - Odell Beckham Jr. - Patrick Mahomes II - Stephen Curry | - Burna Boy (Nigéria) - Innoss'B (República Democrática do Congo) - Sho Madjozi (África do Sul) - Dave (Reino Unido) - Stormzy (Reino Unido) - Ninho (França) - S.Pri Noir (França) |
| Artista Revelação Internacional | Prêmio Shine a Light |
| - Sha Sha (Zimbábue) - Rema (Nigéria) - Celeste (Reino Unido) - Young T & Bugsey (Reino Unido) - Hatik (França) - Stacy (França) | D-Nice (Club Quarantine) Swizz Beatz & Timbaland (Verzuz TV) |
| Prêmio Humanitário (apresentado por Michelle Obama) | |
| Beyoncé | |

1. ↑  Com a vitória, Blue Ivy tornou-se a pessoa mais jovem da história a ganhar um prêmio BET, com 8 anos de idade.[7]